# Мазовецкая губерния
Мазовецкая губерния (пол. Gubernia mazowiecka) — административная единица Царства Польского, существовавшая на территории Мазовии в 1837—1844 годах. Центр — г. Варшава.
Мазовецкая губерния была создана указом Николая I от 7 марта 1837 года вместо упразднённого Мазовецкого воеводства. Во главе Мазовии был оставлен граф Франц Потоцкий. 
Ликвидирована в 1844 году и с 1 января 1845 вместе с территориями Калишской губернии образовала Варшавскую губернию.